# Kapellskär

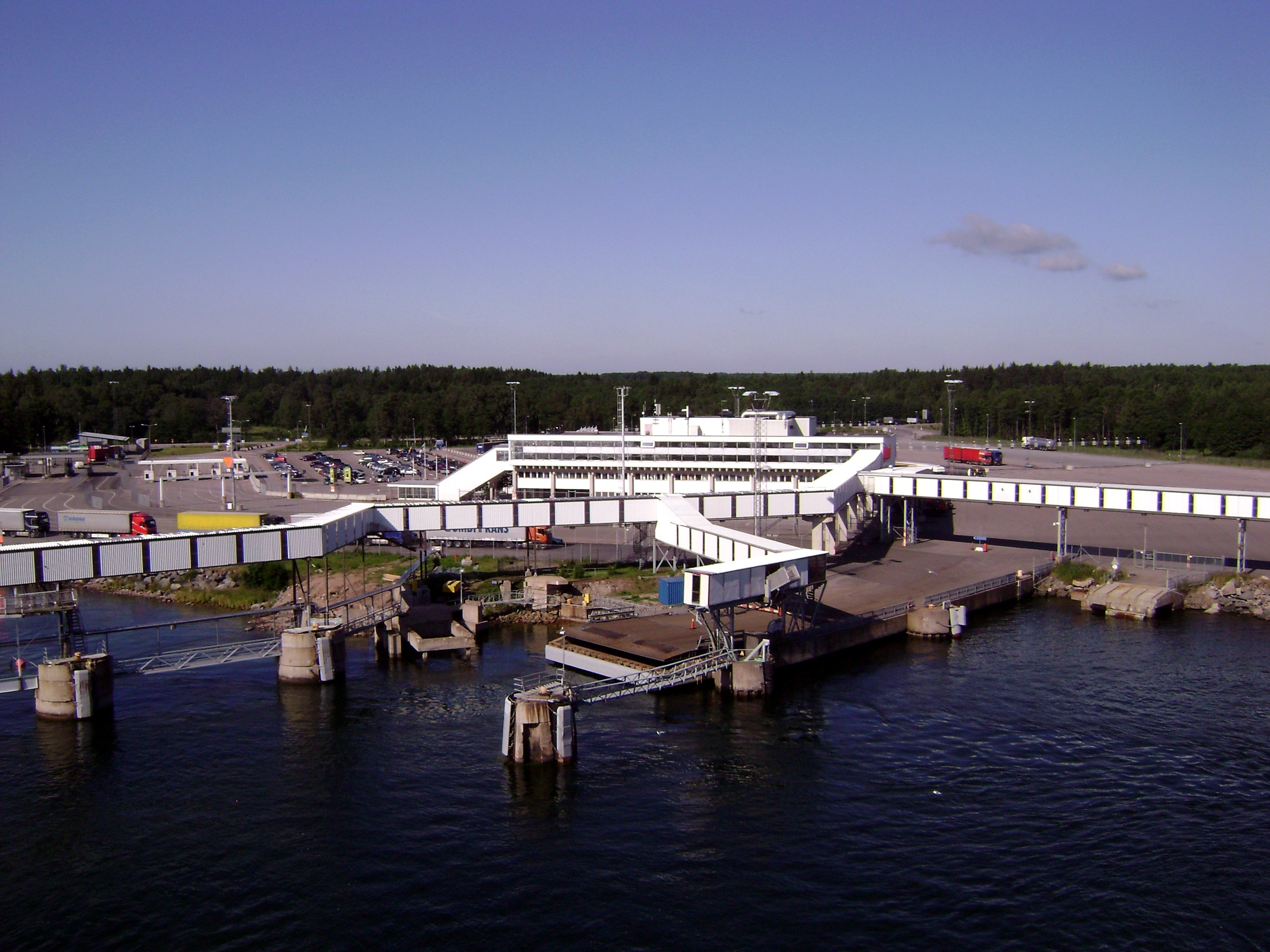
Kapellskär

Kapellskär ist ein Hafen an der Ostseeküste in der Gemeinde Norrtälje in Schweden. Er liegt etwa 100 km nordöstlich von Stockholm. Über die bis in den Hafen verlaufende Europastraße 18 besteht eine gute Anbindung an die schwedische Hauptstadt.
Der Hafen wird seit 1992 von den Stockholmer Hafenbetrieben (Stockholms Hamn AB) betrieben. Die hier verkehrenden Fracht- und Passagierfähren fahren Mariehamn auf Åland und Naantali in Finnland sowie Paldiski in Estland an. Etwa 40 % der Güter, die von den Stockholmer Hafenbetrieben nach Finnland, Estland und auf die Ålandinseln abgefertigt werden, werden über Kapellskär verladen. Zusätzlich nutzen pro Jahr rund eine Million Passagiere den Hafen.